# پاتریک فولوگر
پاتریک فولوگر (به انگلیسی: Patrick Flueger) (زاده ۱۰ دسامبر ۱۹۸۳) بازیگر آمریکایی است.
از فیلم‌های معروف او می‌توان به بازی در فیلم روز مادر، چرخش و سوپر اشاره کرد.